# عينة (مواد)

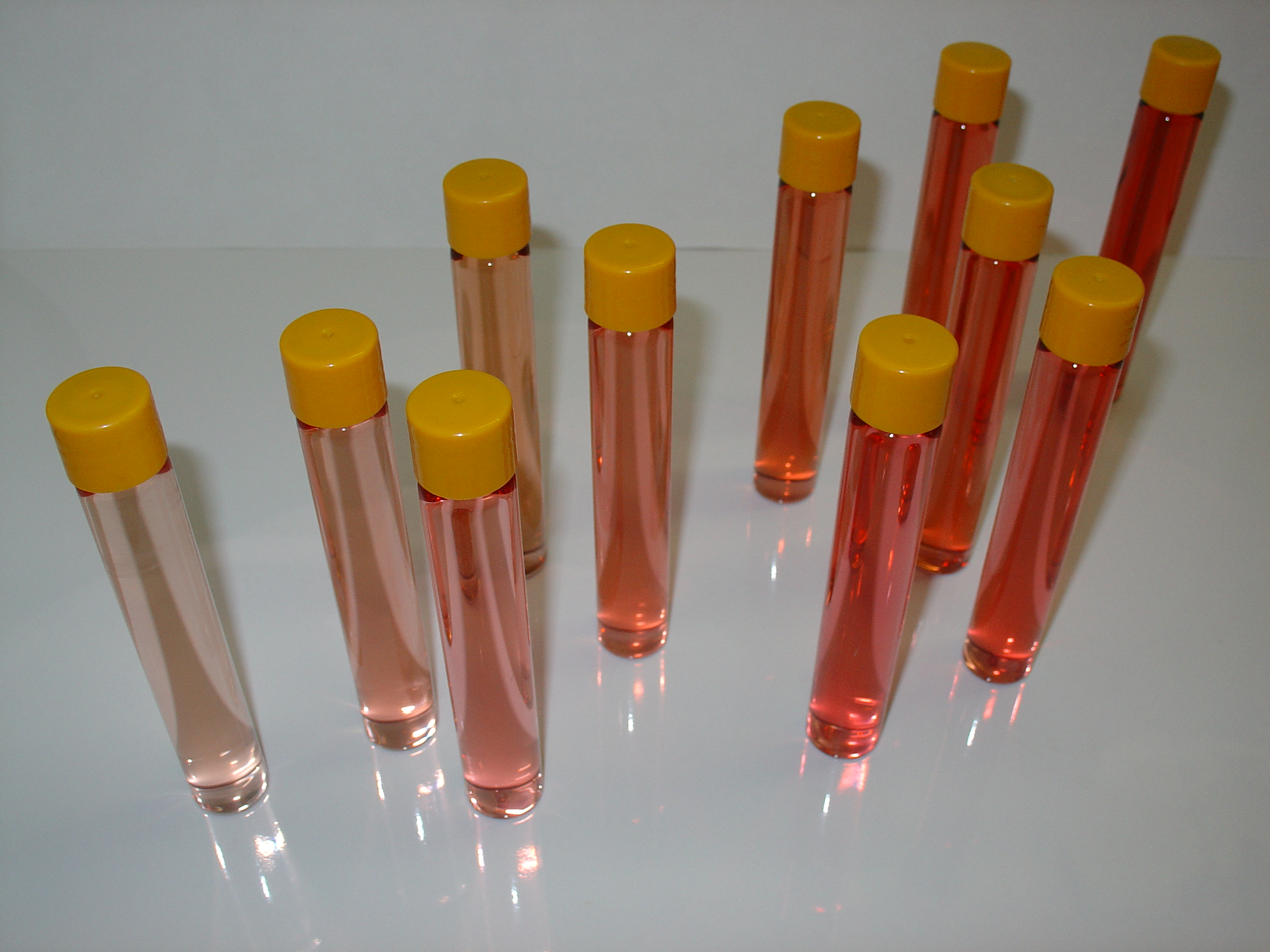
عينات من مختلف Rosé Wines في أنابيب اختبار تظهر مجموعة من الألوان المتاحة.

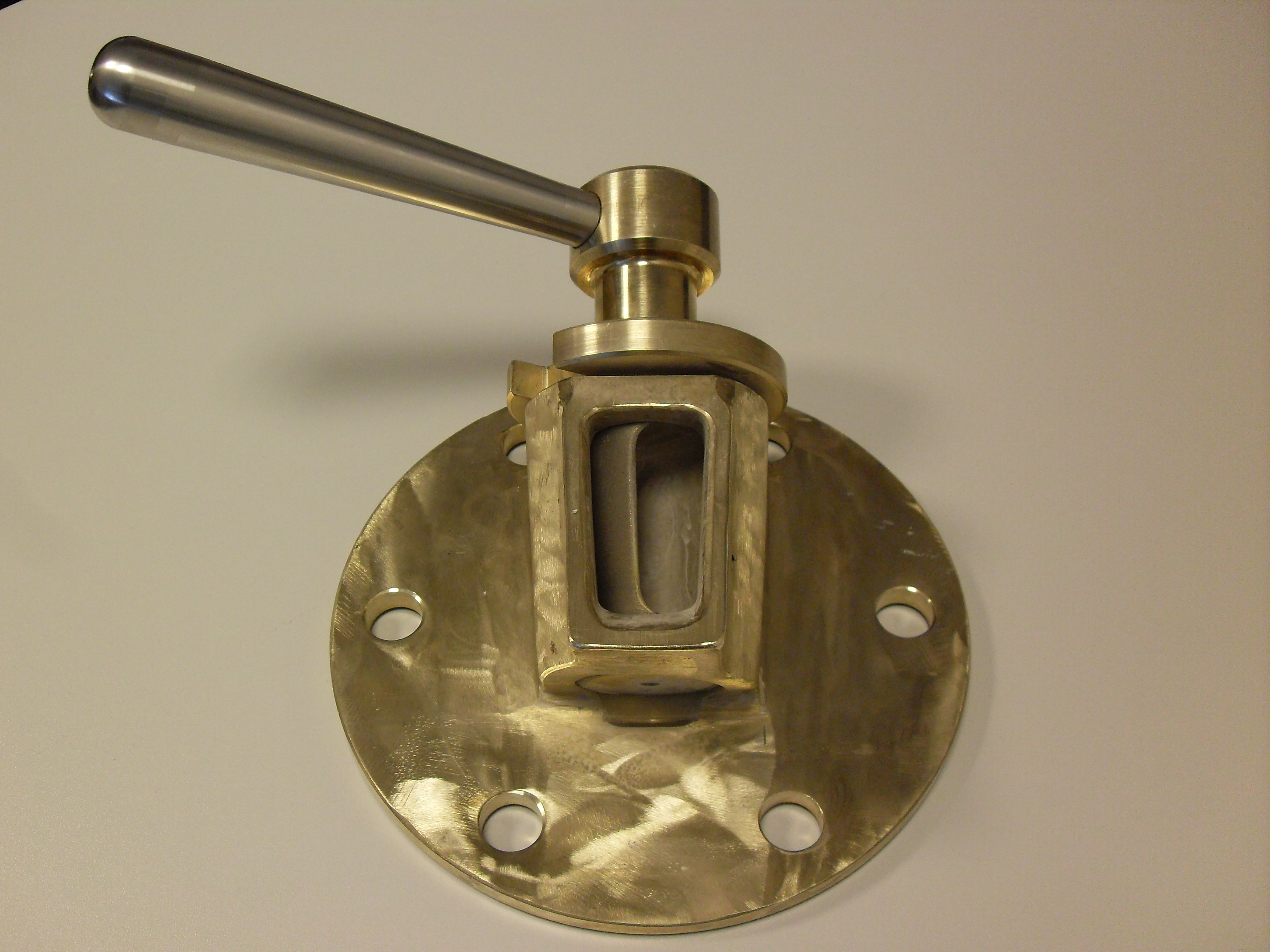
آلة أخذ العينات لأخذ عينات من معلق حبيبات [كريستال] في المقالي صناعة السكر

العَيِّنَةُ لغةً: كلمة عَيِّنَة هي لفظ لهُ عدة دلالات ومستخدم في مختلف المجالات العلمية والحياتية:

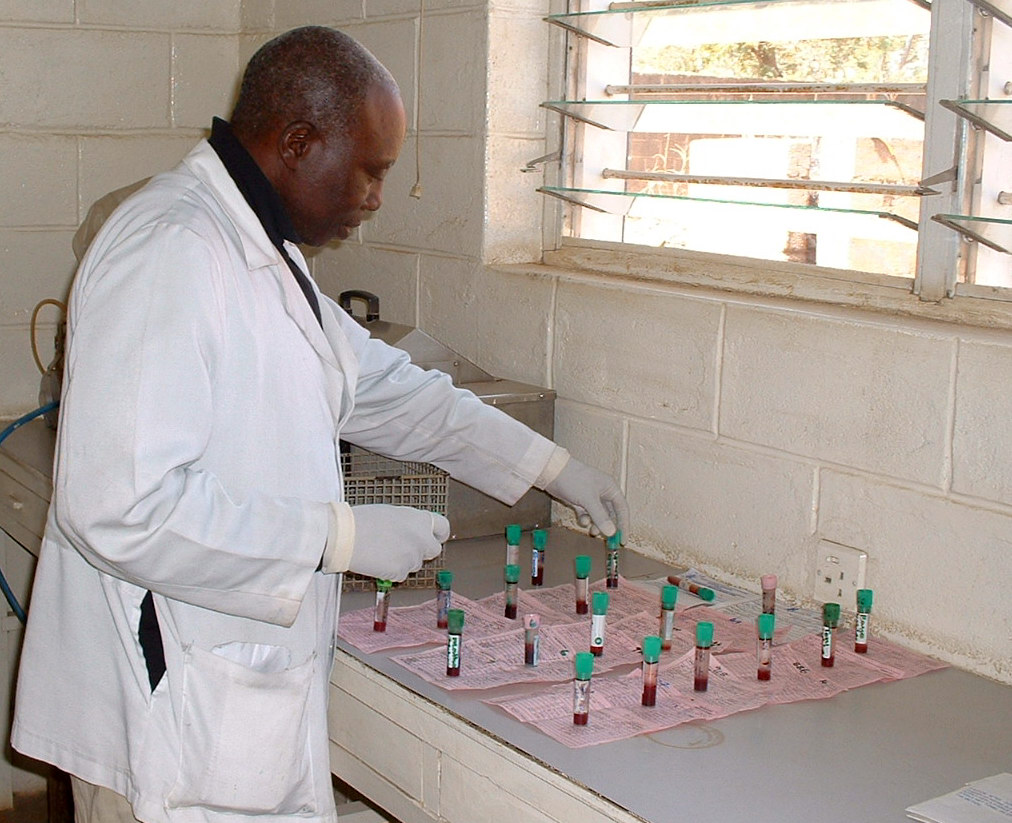
عينات دم في المختبر للتحليل

كلمة عينة، هي جمع: عينات، تعني عينة أو فئة، خاصةً إذا كانت تُمثل فئة من الأشياء أو الكيانات.
العَيِّنَةُ - العَيِّنَةُ - عَيِّنَةُ: جزء من المادة يؤخذ منها نموذجًا لسائرها. جمع: عين، عينات المعجم الوسيط.

## عينة أحياء
هي عينات تؤخذ من الكائنات الحية بغرض التحليل. في علم الأحياء، العينة هي فرد أو جزء من فرد يُؤخذ كعينة، خاصةً إذا كان يُمثل خصائص المجموعة السكانية التي ينتمي إليها. تُحفظ العينات في مجموعات بيولوجية، مثل المعشبات، مصحوبة بمعلومات حول أصلها وظروف جمعها وتحضيرها، وهي معلومات قد تفقد معظم قيمتها العلمية بدونها.

## الطب
- في مجال الطب: أخذ منه عيِّنة من الكبد لفحصها ".
- تحاليل طبية

أخذ عيّنة من الدّم: استخرج كميّة محدودة منه لفحصها أو تحليلها.
- يقوم الأخصائي بأخذ عينات من مناطق عدة في جسم الإنسان منها:

### أولا:- العينات
- البصاق Sputum
- البول Urine
- البراز Stool
- الدم Blood

### ثانيا:- سوائل الجسم
- سائل النخاع الشوكي C.S.F Cerebrospinal Fluid
- السائل القلبي Pericardial Fluid
- السائل الصدري Pleural fluid
- السائل الموجود بين الأحشاء Ascetic Fluid
- السائل المفصلي Synoval Fluid
- السائل المنوي Seminal Fluid

### ثالثا:- المسحات
- مسحة الجروح Wound Swab
- مسحة الصديد Pus Swab
- مسحة الحلق Throat Swab
- مسحة العين Eye Swab
- مسحة الأذن Ear Swab
- مسحة الأنف Nose Swab
- مسحة المهبل Vaginal Swab
- مسحة عنق الرحم Cervical Swab
- مسحة الشرج Rectal Swab
- مسحة قناة البول Urethral Swab.

و يتم بعد ذلك تحضير العينة للفحص وتظهر نتيجة التحليل بعد ذلك

## الكيمياءوالصيدلة
- جزء من مادّة يُؤخذ نموذجًا لسائرها. بغرض التعرف على نوع المادة عن طريق دراسة إحدى خواصها الكيميائية أو فيزيائية مثل رائحتها لونها، كيفية تفاعلها مع مادة أخرى، معروفة أو كيفية تفاعلها مع الطاقة الاشعاعية أو الخواص الكهربائية لمحلولها أو التعرف على مقدار (كمية) المادة في العينة... الخ.
- توزِّع شركة الأدوية عيِّنات من إنتاجها على الأطبّاء

## الطب الشرعي
يُستخدم هذا المصطلح على نطاق واسع في لغة الطب الشرعي ("عينة الطب الشرعي") للإشارة إلى العينات التي يُجرى عليها التحقيق الجنائي. على سبيل المثال، في التعرف على خط اليد، وتحليل خط اليد الجنائي، والتحقق من التوقيع، يشير مصطلح العينة إلى عينة من خط اليد.

## التجارة
- في مجال التجارة عينة: تعني نموذج من مادة أو بضاعة أو غيرهما يمثلها في خصائصها وصفاتها.

## المالية
- مالية عيّنة عشوائية:

عيّنة تؤخذ عشوائياً، وتعني بالإنجليزية:(random sample)

## الجغرافيا
عينة سكان: مجموعة مختارة للمسح مجموعة من العناصر مُستقاة ومُحَلَّلَة لتقدير صفات السُّكّان.
أخذ عينة عشوائية من السكان: تختار بطريقة يكون فيها كل شريحة من السكان له فرص متكافئة.

## التربة
- عينة من تربة رملية من الصحراء الكبرى.

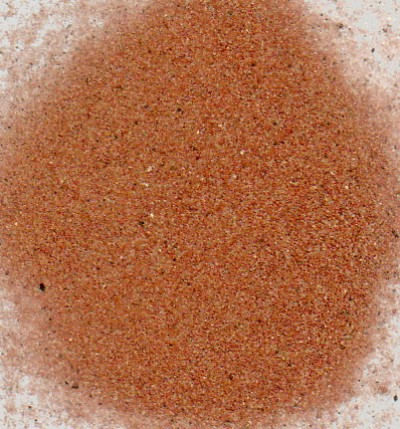
عينة تربة رملية

## ملابس
- في مجال الملابس أو الملبوسات [ ع ي ن ]. «أو عَيِّنَةُ ثَوْبٍ»: مَا يُؤْخَذُ مِنْهُ نَمُوذَجاً لِسَائِرِهِ بِخَصَائِصِهِ وَصِفَاتِهِ